# بيتر ستروم
بيتر ستروم هو لاعب هوكي الجليد سويدي، ولد في 14 يناير 1975.

## وصلات خارجية
- بيتر ستروم على موقع دوري الهوكي الوطني (الإنجليزية)
- بيتر ستروم على موقع EliteProspects.com (الإنجليزية)
- بيتر ستروم على موقع HockeyDB.com (الإنجليزية)